# Karl Marx (Journalist)

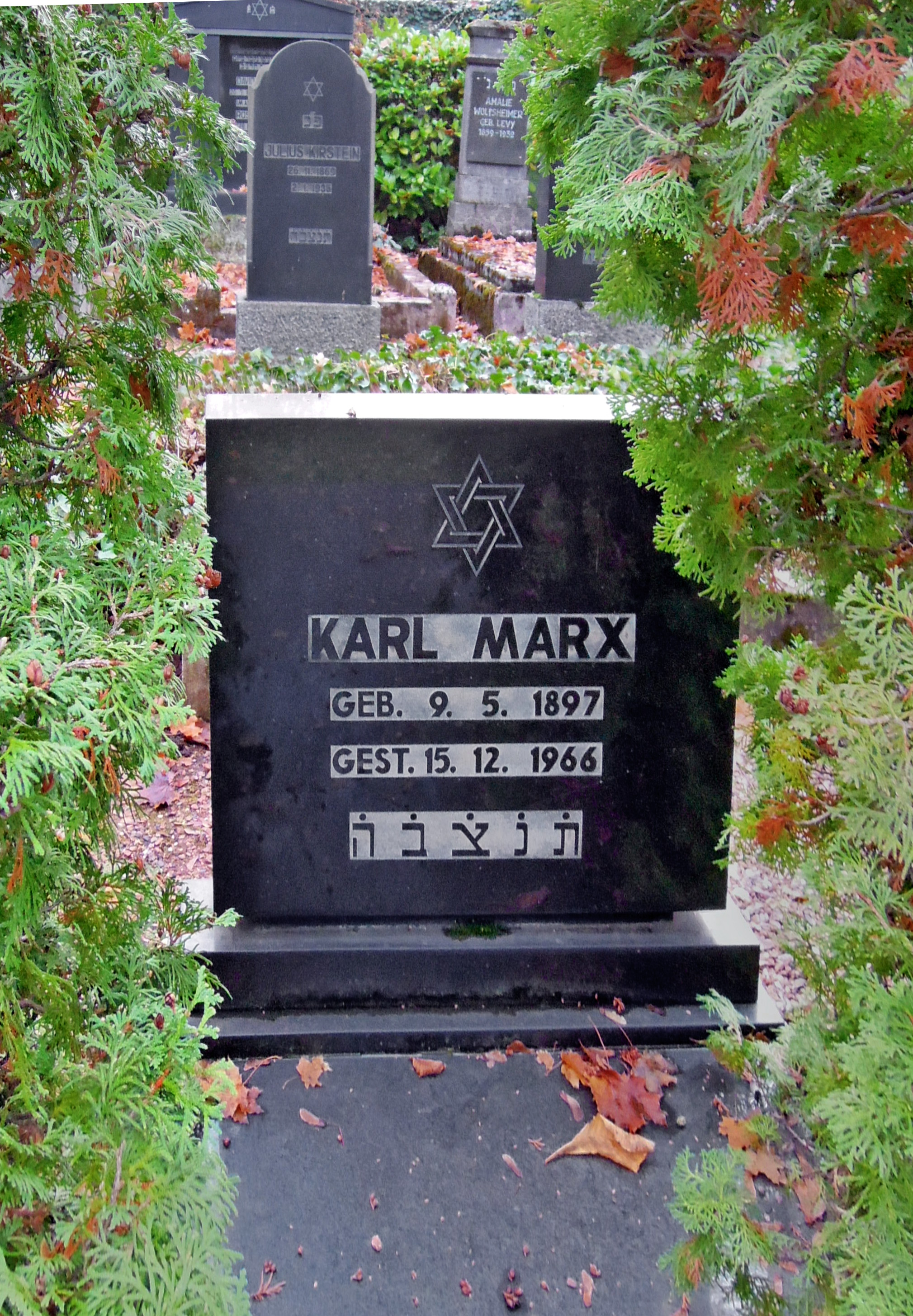
Grabstätte auf dem Alten Friedhof Saarlouis

Karl Marx (* 9. Mai 1897 in Saarlouis; † 15. Dezember 1966 in Ebersteinburg) war während der Weimarer Republik Journalist, ging während der Zeit des Nationalsozialismus in die Emigration und gehörte nach 1945 zu den Wiederbegründern der jüdischen Presse in der Bundesrepublik Deutschland.

## Frühes Leben
Marx entstammte, wie der gleichnamige weltberühmte Philosoph, einer jüdischen Familie, die seit 900 Jahren in Trier und im Hunsrück ansässig war. Er war der Sohn von Sigmund und von Pauline (Weil) Marx und erster Vetter des Rechtsanwalts und Journalisten Bruno Weil (* 1883 in Saarwellingen; † 1961 in New York). Er besuchte in Straßburg die Oberrealschule, die er 1914 mit einem Notabitur abschloss und freiwilliger Soldat im Deutschen Heer wurde. Bis 1918 nahm er am Ersten Weltkrieg teil und erhielt ein Eisernes Kreuz zweiter Klasse. Aus dem Krieg kam er als überzeugter Pazifist zurück. Nach dem Übergang des Elsass an Frankreich ging er zusammen mit seiner Familie nach Baden-Baden. Seit 1919 arbeitete Marx dort und in Berlin als freier Journalist. Er schrieb für deutsche und ausländische Zeitungen sowie für Nachrichtenagenturen. Marx war Mitglied der DDP und seit 1920 Vorsitzender der Deutschen Demokratischen Jugend in Baden. Außerdem war er Mitglied im Bundesvorstand der Organisation. In Baden gehörte er auch zum Mitbegründer des Jugendherbergswerk des Landes.

## Emigration
Nach dem Beginn der nationalsozialistischen Herrschaft emigrierte Marx zunächst ins Saargebiet und gab seine deutsche Staatsbürgerschaft auf. Nach der Saarabstimmung 1935 floh Marx aus Deutschland über Frankreich nach Italien. Von 1935 bis 1939 arbeitete er als Journalist in Mailand und Rom. Als ihm die Auslieferung nach Deutschland drohte, floh Marx nach Tanger und war dort bis 1942 Gelegenheitsarbeiter. Mit englischer Hilfe floh er weiter nach Großbritannien. Dort war er als Fabrikarbeiter tätig. Während des Holocaust wurden Teile seiner Familie im KZ Auschwitz-Birkenau ermordet.

## Aufbau jüdischen Lebens im Nachkriegsdeutschland
Dennoch kehrte Marx bereits 1946 als einer der ersten jüdischen Emigranten nach Deutschland zurück. Im Jahr 1947 heiratete er Lilli Behrendt, die er 1943 in London kennengelernt hatte. Im Jahr 1946 wurde Marx Lizenzträger für jüdische Zeitungen. Die erste hieß Jüdisches Gemeindeblatt für die Nord-Rheinprovinz und Westfalen. Seit 1948 war Marx Herausgeber und Chefredakteur der Allgemeinen Wochenzeitung für Juden in Deutschland. Ein 1949 dort veröffentlichtes Interview mit Konrad Adenauer markierte eine Neuorientierung der bundesdeutschen Politik bezüglich der Verantwortung für die Schoah. Seit 1955 hieß dieses Blatt Allgemeine jüdische Wochenzeitung. Seit 1951 gab er zudem eine illustrierte Zeitung mit jüdischen Themen heraus. Zwischen 1946 und 1948 kam eine Monatsschrift unter dem Titel Zwischen den Zeiten hinzu. Marx war nach dem Zweiten Weltkrieg einer der bedeutendsten jüdischen Publizisten in Deutschland. Seine zahlreichen Veröffentlichungen in der Presse befassten sich besonders mit dem deutsch-jüdischen Verhältnis. Dabei bestritt er stets die These der deutschen Kollektivschuld.
Außerdem war er Mitbegründer der Gesellschaft für deutsch-jüdische Zusammenarbeit in Düsseldorf. In der dortigen Synagogengemeinde war er im Vorstand. Im Jahr 1954 war er Mitbegründer und bis 1966 Vorsitzender der „Zionistischen Organisation in Deutschland.“

## Wiedergutmachungsabkommen
Ein Interview von Marx mit Konrad Adenauer im Jahr 1949 war einer der Anstöße für die Entschädigungsverhandlungen zwischen der Bundesrepublik Deutschland und Israel. Dabei übernahm Marx eine Vermittlerfunktion und war 1952 Berater bei den Verhandlungen über das Wiedergutmachungsabkommen. Auch durch zahlreiche Reisen setzte sich Marx für einen deutsch-jüdischen Ausgleich ein.
Marx hat sich auch später publizistisch an den Diskussionen um Hakenkreuzschmierereien, der Aufnahme diplomatischer Beziehungen zwischen der Bundesrepublik und Israel oder zur Wahl von Kurt Georg Kiesinger zum Bundeskanzler beteiligt.
Für seine Verdienste um die deutsch-israelischen Verständigung erhielt er 1953 das Große Verdienstkreuz der Bundesrepublik Deutschland.
Sein Grab befindet sich auf dem Alten Friedhof Saarlouis.